# Cynthia Voigt
Pour les articles homonymes, voir Voigt.
Cynthia Voigt (née le 25 février 1942 à Boston, Massachusetts) est une écrivaine américaine, auteure de livres pour enfants. Ancienne enseignante et secrétaire, elle écrit depuis 1981 des livres pour jeunes adultes traitant de sujets très divers. Son premier roman, Homecoming, a été en nomination pour plusieurs prix internationaux.

## Sa vie
Née à Boston, Cyntia Voigt a grandi dans le Connecticut, où elle a été scolarisée à la Dana Hall School. En 1963, elle obtient un diplôme du Smith College dans le Massachusetts. 

Ensuite, elle enseigne l'anglais au lycée à Glen Burnie et Annapolis, dans le Maryland. En 1981, elle commence à écrire, puis elle abandonne complètement l'enseignement. Maintenant, elle vit avec son mari et deux enfants à Deer Isles, dans le Maine.

## Ses œuvres
Outre plusieurs romans indépendants les uns des autres, elle a aussi créé deux séries de plusieurs romans.

### The Kingdom
La grande majorité de l'œuvre de Voigt est marquée par un contexte contemporain ou historique et un style réaliste. La série The Kingdom se démarque de cette affirmation, puisqu'elle est située dans une région imprécise mais apparemment inventée, et dans un temps proche de la période médiévale. Bien que le monde soit inventé, il reste réaliste dans sa construction et ressemble par de nombreux aspects plus à un contexte historiquement crédible qu'à un monde féerique rempli de sorciers et de chevaliers. Les mythes présentés dans The Kingdom sont habituellement considérés comme ayant un fondement historique; le premier roman, Jackaroo, traite d'un tel mythe avec un personnage "à la Robin des Bois" qui n'est qu'un archétype qui doit sa crédibilité à sa présence dans la tradition orale au fil des ans.
Les livres de la série présentent une cohérence historique et géographique, plutôt qu'une continuité due à la récurrence d'un personnage ou d'une famille. Même si les personnages des derniers romans ont parfois des liens avec les personnages des premiers romans, leurs aventures relèvent habituellement du mythe ou de la tradition orale.
- Jackaroo  (1985)
- On Fortune's Wheel (1990)
- The Wings of a Falcon (1993)
- Elske (1999)

### Les Enfants Tillerman (Tillerman Cycle)
Le cycle des Enfants Tillerman relate les épreuves de la famille du même nom, en commençant par le premier tome Homecoming, dans lequel quatre enfants sont abandonnés par leur mère. Le quatuor composé par les jeunes héros et mené par l'aînée, Dicey, âgée de 13 ans, va essayer de retrouver leur grand-mère, qu'ils n'ont jamais vue. Cependant, trois des livres sont centrés sur d'autres personnages : Le Coureur (The Runner) traite de la vie de Samuel, l'oncle des enfants; Une fille im-pos-sible (Come a Stranger) et Le héron bleu (A Solitary Blue) couvrent à peu près la même période que La chanson de Dicey (Dicey's Song), mais d'après les perspectives respectivement de Mina et Jeff, qui sont deux amis de Dicey.
- Les enfants Tillerman (Homecoming) (1973)
- La chanson de Dicey (Dicey's Song) (1982)
- Le héron bleu (A Solitary Blue) (1983)
- Le coureur ou Samuel Tillerman (The Runner) (1985)
- Une fille im-pos-sible (Come a Stranger) (1986)
- L'enquête (Sons from Afar) (1987)
- Dicey risque tout (Seventeen Against the Dealer) (1989)

À travers ses livres, Cynthia Voigt explore les aspects émotionnels des épreuves des Tillerman, autant que les émotions des autres protagonistes des romans, ce qui fait des Enfants Tillerman une série appropriée aux lecteurs de tous âges.
Adaptation : 
- 1996 : Les Enfants perdus (Homecoming) de Mark Jean avec Anne Bancroft